# Botostroj
Botostroj je román T. Svatopluka (vlastním jménem Svatopluka Turka) z roku 1933.
V této své prvotině autor, který pracoval jako malíř u reklamního oddělení firmy Baťa, vyjádřil svůj postoj k této firmě. Poměry v továrnách rodiny Baťů zobrazuje značně kriticky, stejně jako poměry v celém Zlíně, který baťovskému podnikatelskému impériu v podstatě podléhal a který do značné míry ovládali. Obraz, jenž T. Svatopluk načrtl, je pak ve výsledku obžalobou kapitalismu jako systému, v němž mají právo na důstojný život jen ti nejsilnější, který se pro zisk nezastaví téměř před ničím a pro nějž jsou lidé jen lidskými zdroji vhodnými nanejvýš k zužitkování.
Toto dílo vyprovokovalo soudní proces, v němž rodina Tomáše Bati žalovala autora a majitele nakladatelství Sfinx Jandu za urážku na cti. Proces probíhal od ledna 1933 do února 1938 a skončil soudním zákazem vydání knihy, když žalovaní tvrdili, že šlo "o dílo literární a nikoliv o klíčový román, ve kterém nikdy nechtěli tvrdit, že stěžejní postavy by se vyznačovaly opovržlivými vlastnostmi a že litují, že kniha vzbudila dojem opačný." Dále také vydali prohlášení, v němž "vzdávají se také svých autorských práv pro republiku i pro celý svět ve prospěch žalobců a rukopis a všechny výtisky budou vydány Baťovi."
Podle románu byl v roce 1954 natočen film Botostroj, a román se dočkal i jevištní podoby. Premiéra byla 28. října 1947 ve Zlíně v režii Zdeňka Míky